# Maigret et le Marchand de vin
Maigret et le Marchand de vin est un roman policier de Georges Simenon publié en 1970. Il fait partie de la série des Maigret. Son écriture s'est déroulée entre les 23 et 29 septembre 1969 à Epalinges (canton de Vaud), Suisse.

## Résumé

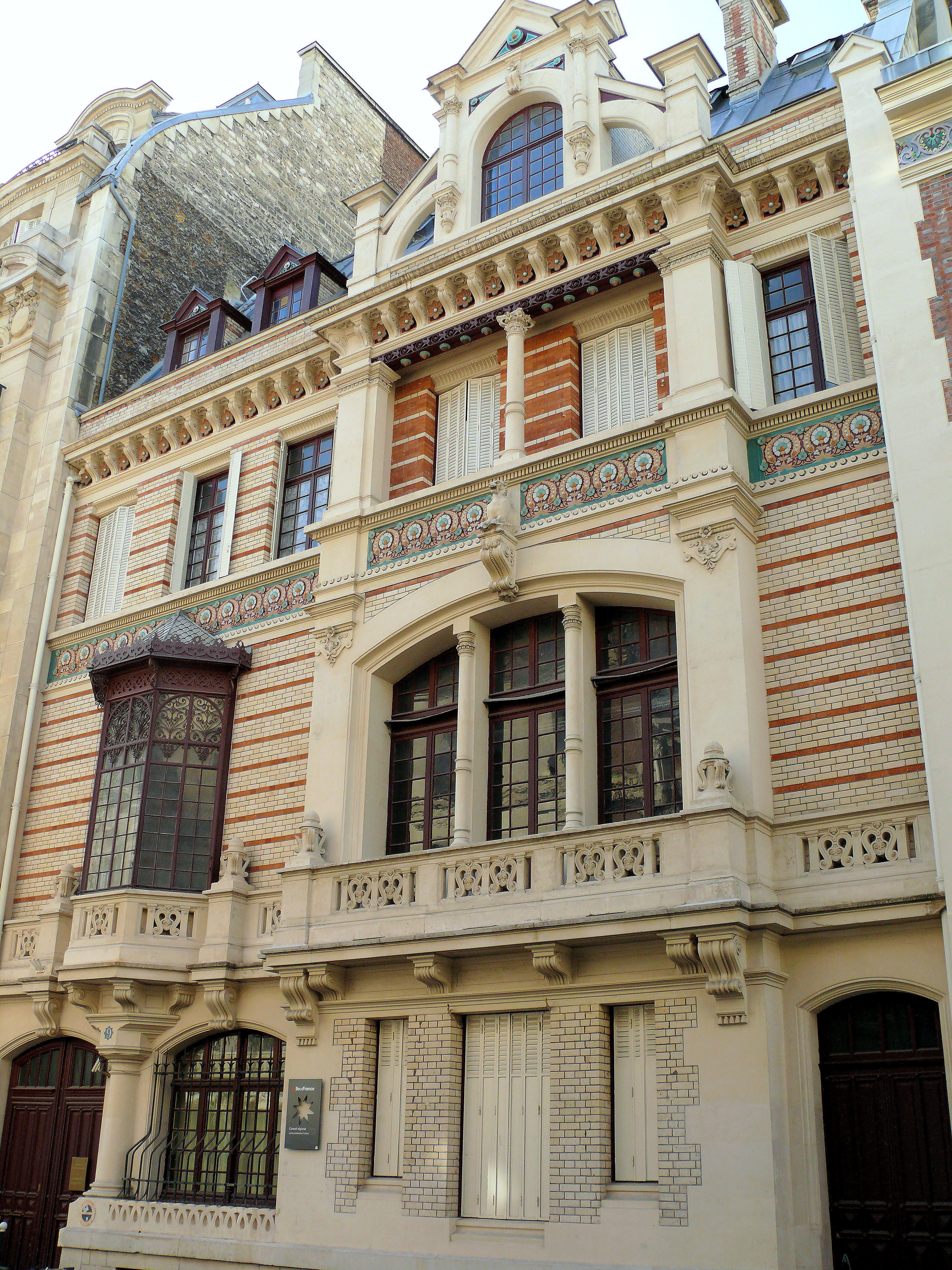
No 9, rue Fortuny, Paris 17e.

En sortant d'une maison de rendez-vous de la rue Fortuny, où il était allé en compagnie de sa secrétaire, Oscar Chabut est assassiné. Enquêtant auprès de sa famille et de son nombreux personnel, Maigret peut découvrir le fond de la personnalité de la victime. Après des débuts difficiles, Chabut est parvenu, grâce à un travail opiniâtre, à créer et diriger une entreprise commerciale considérable et florissante. Resté néanmoins timide, il avait besoin, pour croire en lui-même, de dominer, mépriser et humilier autrui. Ceci explique ses multiples liaisons passagères et le cynisme avec lequel il n'hésitait pas à écraser ses concurrents. L'enquête s'oriente donc naturellement vers ces deux directions et s'intéresse particulièrement à l'éventualité de maris jaloux qui auraient voulu se venger, mais cette voie n'aboutit pas. 
Cependant, Maigret ne tarde pas à s'apercevoir que depuis le début de son enquête, un individu suit ses faits et gestes, le précède même parfois dans ses déplacements, sans que le commissaire puisse mettre la main sur lui. Cet homme – en qui Maigret devine l'assassin – va jusqu'à lui téléphoner et lui écrire pour dénoncer chaque fois en Chabut « une ignoble crapule ». Le témoignage de la secrétaire de la victime apprend au commissaire qu'il s'agit probablement de l'ancien comptable de l'entreprise, Gilbert Pigou, mis à la porte dans des conditions particulièrement humiliantes : ayant commis quelques détournements peu importants, Pigou a été injurié et même giflé devant témoin par son patron qui lui a jeté à la figure tout son mépris et l'a congédié en ne lui laissant aucune chance de retrouver un emploi. 
Les tentatives pour arrêter Pigou échouent. L'assassin aux abois se rend lui-même en pleine nuit au domicile du commissaire – en qui il espère trouver de la compréhension – pour lui faire une confession pitoyable : devenu un voleur sans envergure parce que sa femme lui reprochait de ne pas gagner assez d'argent, Pigou n'a pas osé avouer à celle-ci qu'il était congédié et a volé à son patron de quoi survivre pendant trois mois ; après ce temps, n'ayant pas retrouvé de travail et ayant appris que sa propre épouse a été aussi la maîtresse momentanée de Chabut, il a suivi un jour ce dernier et l'a abattu.
Malgré sa pitié et sa sympathie, Maigret fait arrêter Pigou.

## Aspects particuliers du roman
Après avoir « rarement vu autant de personnages peu ragoûtants dans une seule enquête », Maigret tire la conclusion que « chacun de nous est plus ou moins à plaindre ». Il est difficile de déterminer si le « héros » est la victime ou l’assassin. L’étude du point de vue serait intéressante : racontée par la secrétaire et par Pigou, interprétée par Maigret, la scène de la gifle, par exemple, offre trois visions différentes.

## Fiche signalétique de l'ouvrage

### Cadre spatio-temporel

#### Espace
Paris (rue Fortuny, place des Vosges, quai de Charenton, boulevard Richard-Lenoir). 

#### Temps
Époque contemporaine ; l’enquête se déroule durant quelques jours de décembre. Une erreur se glisse cependant dans la succession des jours puisque le surlendemain d'un dimanche pluvieux est... un dimanche. 

## Personnages
- Oscar Chabut : la victime, Négociant en vins. Marié, pas d’enfants. Environ 45 ans.
- Jeanne Chabut : son épouse, environ 40 ans
- Désiré Chabut : son père, 73 ans
- Anne-Marie Boutin : secrétaire de Chabut, 21 ans
- Gilbert Pigou : ex-comptable de Chabut, 44 ans
- Liliane Pigou : son épouse.

## Éditions
- Édition originale : Presses de la Cité, 1970
- Livre de Poche, n° 14209, 1997  (ISBN 978-2-253-14209-6)
- Tout Simenon, tome 14, Omnibus, 2003  (ISBN 978-2-258-06055-5)
- Tout Maigret, tome 9, Omnibus,  2019  (ISBN 978-2-258-15050-8)

## Adaptations
- Maigret et le marchand de vin, téléfilm français de Jean-Paul Sassy avec Jean Richard, diffusé en 1978.
- Maigret et le marchand de vin, téléfilm français de Christian de Chalonge, avec Bruno Cremer, diffusé en 2002.

## Source
- Maurice Piron, Michel Lemoine, L'Univers de Simenon, guide des romans et nouvelles (1931-1972) de Georges Simenon, Presses de la Cité, 1983, p. 396-397  (ISBN 978-2-258-01152-6)